# Микуловцы
Микуловцы (укр. Микулівці) — село в Ивановецкой сельской общине Мукачевского района Закарпатской области Украины.
Население по переписи 2001 года составляло 289 человек. Почтовый индекс — 89631. Телефонный код — 3131. Занимает площадь 0,565 км². Код КОАТУУ — 2122784202.